# مارتین سنسمیر
مارتین سنسمیر (انگلیسی: Martin Sensmeier؛ زادهٔ ۲۷ ژوئن ۱۹۸۵) بازیگر و مدل اهل ایالات متحده آمریکا است. او از بومیان آلاسکا است و تباری اروپایی-آمریکایی دارد. سنسمیر بیشتر برای به تصویر کشیدن نقش‌های بومیان آمریکایی شهرت دارد. از نقش‌های قابل‌توجه وی می‌توان به بازی در هفت دلاور و وست‌ورلد اشاره کرد.

## زندگی اولیه
سنسمیر در سال ۱۹۸۵ از پدر و مادرش ریموند و اوا سنسمیر، در انکوریج‌ آلاسکا، به دنیا آمد اما در یاکوتات (آلاسکا) بزرگ شد. پدر اون نسب آلمانی-تلینگیتی دارد، در حالی که مادر او یک کیوکُن اتاباسکان از روبی در آلاسکا بر روخانهٔ یوکان است. سنسمیر به فرهنگ مادربزرگان بومی آلاسکای خود که والدینش بر آن تاکید داشتند شناخته می‌شود. پدربزرگ پدری مارتین، گیلبرت مایکل سنسمیر، در ایندیانا و از نژاد آلمانی به دنیا آمد. او شهروند شورای مرکزی قبایل سرخ‌پوست تِلینگیت و هایدا در آلاسکا (تِلینگیت و هایدا) است.

## فیلم‌شناسی
- سلیم (۲۰۱۴)
- هفت دلاور (۲۰۱۶)
- وست‌ورلد (۲۰۱۶)
- رودخانه ویند (۲۰۱۷)
- کامل (۲۰۱۸)
- یلواستون (۲۰۱۹)
- جاده یخی (۲۰۲۱)